# Örja kyrkby
Örja kyrkby (av SCB benämnt enbart Örja) är en småort och kyrkby i Örja socken i Landskrona kommun i Skåne. Den ligger öster om Landskrona strax öster om motorvägen E6 och norr om Riksväg 17.
Här ligger Örja kyrka.

## SMHIs mätstation
SMHIs automatiska mätstation nr 5251 finns strax sydost om Örja. Det är en av landets absolut varmaste mätstationer främst tack vare de milda vintertemperaturerna. Enligt SMHI:s senaste fulla trettioårsperiod (det vill säga 1961-1990) är månadernas medeltemperatur för station Örja, 5251 som följer: januari 0.0, februari 0.0, mars 2.2, april 6.1, maj 11.5, juni 15.3, juli 16.5, augusti 16.7, september 13.5, oktober 9.4, november 5.2 och december 2.2. Årsmedeltemperatur är +8.2 (alla siffror i grader Celsius). På uppdrag av Sveriges Lantbruksuniversitet, Alnarp utförde SMHI mätningar av solskenstid i Örja 1988-1993.

## Naturreservatet Saxåns mynning
Strax söder om Örja finns, trots motorvägens direkta närhet ett naturreservat "Saxåns mynning" med stor bredd på fågellivet. Om vintern kan man se havsörn, men här finns även gott om röd glada, pilgrimsfalk och andra rovfåglar samt diverse måsfåglar, andfåglar och vadarfåglar. Sommaren 2007 sågs här en mindre albatross.